# Flavio Pozzani
Flavio Pozzani (Castelnuovo del Garda, 13 gennaio 1946) è un ex calciatore italiano.

## Carriera
Portiere, crebbe nell'Inter, e giocò le prime gare da titolare con il Catanzaro nella stagione 1965-66. Giocò in Calabria per sette stagioni, schierato titolare anche nella stagione 1970-71 e nello spareggio-promozione vinto a Napoli contro il Bari. In Serie A collezionò 16 presenze con i giallorossi, protagonista anche della prima vittoria contro la Juventus del Catanzaro nella massima serie.
Passò poi all'Alessandria, con cui vinse la Coppa Italia di Serie C nella stagione 1972-73 e con cui ottenne la promozione in B nel 1973-74. Giocò poi con la Sambenedettese prima di diventare secondo portiere del Verona in Serie A, alla fine degli anni settanta. Chiuse la carriera con la Juve Stabia, in Serie C2 e nel Campionato Interregionale.
Fa oggi parte dello staff della Sambenedettese, nel ruolo di preparatore dei portieri.

## Palmarès

### Club

#### Competizioni nazionali
- Serie B : 2
- Catanzaro 1970-1971
- Coppa Italia Semiprofessionisti: 1

Alessandria: 1972-1973
- Serie C: 1

Alessandria: 1973-1974